# Zale minereella
Zale minereella är en fjärilsart som beskrevs av Embrik Strand 1917. Zale minereella ingår i släktet Zale och familjen nattflyn. Inga underarter finns listade i Catalogue of Life.